# Иван Пишчевић
Иван Пишчевић (Семегњево, 1887—Чачак, 1976) био је трговац, учесник Балканских ратова и Првог светског рата и носилац Карађорђеве звезде са мачевима.
Рођен је 27. новембра 1887. године у Семегњеву, у дому земљорадника Алексе и Станице. Основно образовање стекао је у Мокрој Гори, а од 1903. године у Чачку је изучавао трговачки занат. Као ратник 1. чете 2. батаљона IV пешадијског пука кренуо је према Куманову, са почетком Првог балканског рата, а кући се вратио са Солунског фронта, 1918. године. Указом од 12. септембра 1916. године похваљен је армијском похвалницом и истим указом од 12. септембра 1917. године одликован Сребрним војничким орденом Карађорђеве звезде са мачевима. 
После рата вратио се у Чачак и бавио се трговином, па са почетком велике економске кризе, 1933. године, прелази у Кремна и бави се трговином грађе са Таре. После Другог светског рата, био је лиферант црепа, једно време запошљен у Дувану, а из интерната Шумарске школе одлази у пензију.
Доживео је дубоку старост, умро је 1976. године у Чачку.